# Ichthyscopus
Ichthyscopus är ett släkte av fiskar. Ichthyscopus ingår i familjen Uranoscopidae.
Kladogram enligt Catalogue of Life:
| Ichthyscopus | \| \| Ichthyscopus barbatus \| \| \| \| \| \| Ichthyscopus fasciatus \| \| \| \| \| \| Ichthyscopus insperatus \| \| \| \| \| \| Ichthyscopus lebeck \| \| \| \| \| \| Ichthyscopus malacopterus \| \| \| \| \| \| Ichthyscopus nigripinnis \| \| \| \| \| \| Ichthyscopus sannio \| \| \| \| \| \| Ichthyscopus spinosus \| \| \| \| |
|              | \| \| Ichthyscopus barbatus \| \| \| \| \| \| Ichthyscopus fasciatus \| \| \| \| \| \| Ichthyscopus insperatus \| \| \| \| \| \| Ichthyscopus lebeck \| \| \| \| \| \| Ichthyscopus malacopterus \| \| \| \| \| \| Ichthyscopus nigripinnis \| \| \| \| \| \| Ichthyscopus sannio \| \| \| \| \| \| Ichthyscopus spinosus \| \| \| \| |
|              | Astroscopus |
|              | |
|              | Genyagnus |
|              | |
|              | Kathetostoma |
|              | |
|              | Pleuroscopus |
|              | |
|              | Selenoscopus |
|              | |
|              | Uranoscopus |
|              | |
|              | Xenocephalus |
|              | |
|              | Ichthyscopus barbatus |
|              | |
|              | Ichthyscopus fasciatus |
|              | |
|              | Ichthyscopus insperatus |
|              | |
|              | Ichthyscopus lebeck |
|              | |
|              | Ichthyscopus malacopterus |
|              | |
|              | Ichthyscopus nigripinnis |
|              | |
|              | Ichthyscopus sannio |
|              | |
|              | Ichthyscopus spinosus |
|              | |

|  | Ichthyscopus barbatus     |
|  |                           |
|  | Ichthyscopus fasciatus    |
|  |                           |
|  | Ichthyscopus insperatus   |
|  |                           |
|  | Ichthyscopus lebeck       |
|  |                           |
|  | Ichthyscopus malacopterus |
|  |                           |
|  | Ichthyscopus nigripinnis  |
|  |                           |
|  | Ichthyscopus sannio       |
|  |                           |
|  | Ichthyscopus spinosus     |
|  |                           |